# Lista siturilor arheologice din județul Covasna - A
Lista siturilor arheologice din județul Covasna - A conține toate siturile arheologice din județul Covasna înscrise în Repertoriul Arheologic Național (RAN) și aflate în localități al căror nume începe cu litera A. RAN este administrat de Ministerul Culturii și Patrimoniului Național și cuprinde date științifice, cartografice, topografice, imagini și planuri, precum și orice alte informații privitoare la zonele cu potențial arheologic, studiate sau nu, încă existente sau dispărute.
Puteți căuta un sit din localitățile care încep cu litera A folosind formularul de mai jos sau puteți naviga prin toate siturile din județ la Lista siturilor arheologice din județul Covasna.
| Cod RAN                                   | Denumire | Localitate                       | Adresă                         | Datare                                                 | Descoperit | Coordonate                                    | Imagine           | Erori            |
| ----------------------------------------- | --- | -------------------------------- | ------------------------------ | ------------------------------------------------------ | ---------- | --------------------------------------------- | ----------------- | ---------------- |
| 64363.01.01 (Cod LMI: CV-I-m-B-13034.03)  | Situl arheologic de la Angheluș-Mestecănișul bisericii / ansamblu anonim (Categorie: locuire civilă) (Tip: Așezare)                         | sat Angheluș, comuna Ghidfalău   | Mestecănișul bisericii         | geto-dacică sec. III-II î.Chr.                         |            |                                               | Încărcați imagine | Raportați eroare |
| 64363.01.02 (Cod LMI: CV-I-m-B-13034.02)  | Situl arheologic de la Angheluș-Mestecănișul bisericii / ansamblu anonim (Categorie: locuire civilă) (Tip: Așezare)                         | sat Angheluș, comuna Ghidfalău   | Mestecănișul bisericii         | sec. VII - VIII                                        |            |                                               | Încărcați imagine | Raportați eroare |
| 64363.01.03 (Cod LMI: CV-I-m-B-13034.01)  | Situl arheologic de la Angheluș-Mestecănișul bisericii / ansamblu anonim (Categorie: locuire civilă) (Tip: Așezare)                         | sat Angheluș, comuna Ghidfalău   | Mestecănișul bisericii         | sec. XII - XIII                                        |            |                                               | Încărcați imagine | Raportați eroare |
| 64363.02.01 (Cod LMI: CV-I-m-B-13035.03)  | Așezarea romană de la Angheluș-Vatra satului / ansamblu anonim (Categorie: locuire civilă) (Tip: Așezare)                                   | sat Angheluș, comuna Ghidfalău   | Vatra satului                  | sec. II - III                                          |            |                                               | Încărcați imagine | Raportați eroare |
| 64363.02.02 (Cod LMI: CV-I-m-B-13035.02)  | Așezarea romană de la Angheluș-Vatra satului / ansamblu anonim (Categorie: locuire civilă) (Tip: Necropolă)                                 | sat Angheluș, comuna Ghidfalău   | Vatra satului                  | sec. II - III                                          |            |                                               | Încărcați imagine | Raportați eroare |
| 64363.02.03 (Cod LMI: CV-I-m-B-13035.01)  | Așezarea romană de la Angheluș-Vatra satului / ansamblu anonim (Categorie: locuire civilă) (Tip: Ateliere meșteșugărești)                   | sat Angheluș, comuna Ghidfalău   | Vatra satului                  | sec. II - III                                          |            |                                               | Încărcați imagine | Raportați eroare |
| 64960.01.01 (Cod LMI: CV-I-s-A-13036)     | Așezarea fortificată de la Ariușd - "Dealul Tyiszk" / ansamblu anonim (Categorie: locuire civilă) (Tip: Așezare fortificată)                | sat Ariușd, comuna Vâlcele       | Dealul Tyiszk                  | Cucuteni - Ariușd                                      |            | 45°47′12″N 25°40′22″E / 45.78661°N 25.67274°E | Încărcați imagine | Raportați eroare |
| 64960.02.01 (Cod LMI: CV-I-m-A-13037.02)  | Situl arheologic de la Ariușd - "Csókás" / ansamblu anonim(Erosd (ung.)) (Categorie: locuire civilă) (Tip: Așezare)                         | sat Ariușd, comuna Vâlcele       | Csókás                         |                                                        |            |                                               | Încărcați imagine | Raportați eroare |
| 64960.02.02 (Cod LMI: CV-I-s-A-13037)     | Situl arheologic de la Ariușd - "Csókás" / ansamblu anonim(Erosd (ung.)) (Categorie: locuire civilă) (Tip: Mormânt de incinerație)          | sat Ariușd, comuna Vâlcele       | Csókás                         | sec. II-III                                            |            |                                               | Încărcați imagine | Raportați eroare |
| 64960.02.04 (Cod LMI: CV-I-m-A-13037.01)  | Situl arheologic de la Ariușd - "Csókás" / ansamblu anonim(Erosd (ung.)) (Categorie: locuire civilă) (Tip: Fortificație)                    | sat Ariușd, comuna Vâlcele       | Csókás                         | sec. XII - XIII                                        |            |                                               | Încărcați imagine | Raportați eroare |
| 64960.02.03 (Cod LMI: CV-I-s-A-13037)     | Situl arheologic de la Ariușd - "Csókás" / ansamblu anonim(Erosd (ung.)) (Categorie: locuire civilă) (Tip: Fortificație de pământ)          | sat Ariușd, comuna Vâlcele       | Csókás                         | sec. X - XI                                            |            |                                               | Încărcați imagine | Raportați eroare |
| 64960.03.01                               | Situl arheologic de la Ariușd / ansamblu anonim (Categorie: locuire) (Tip: Așezare)                                                         | sat Ariușd, comuna Vâlcele       |                                |                                                        |            |                                               | Încărcați imagine | Raportați eroare |
| 64960.03.02                               | Situl arheologic de la Ariușd / ansamblu anonim (Categorie: locuire) (Tip: Necropolă)                                                       | sat Ariușd, comuna Vâlcele       |                                |                                                        |            |                                               | Încărcați imagine | Raportați eroare |
| 64210.01.01                               | Situl arheologic de la Albiș - "Grădina lui Csiszér" / ansamblu anonim (Categorie: locuire civilă) (Tip: Așezare)                           | sat Albiș, comuna Cernat         | 217, punct Grădina lui Csiszér | Starčevo - Criș                                        |            |                                               | Încărcați imagine | Raportați eroare |
| 64210.01.02                               | Situl arheologic de la Albiș - "Grădina lui Csiszér" / ansamblu anonim (Categorie: locuire civilă) (Tip: Așezare)                           | sat Albiș, comuna Cernat         | 217, punct Grădina lui Csiszér | Coțofeni                                               |            |                                               | Încărcați imagine | Raportați eroare |
| 64210.01.03                               | Situl arheologic de la Albiș - "Grădina lui Csiszér" / ansamblu anonim (Categorie: locuire civilă) (Tip: Așezare)                           | sat Albiș, comuna Cernat         | 217, punct Grădina lui Csiszér | Wietenberg - II B                                      |            |                                               | Încărcați imagine | Raportați eroare |
| 64210.01.04                               | Situl arheologic de la Albiș - "Grădina lui Csiszér" / ansamblu anonim (Categorie: locuire civilă) (Tip: Așezare)                           | sat Albiș, comuna Cernat         | 217, punct Grădina lui Csiszér |                                                        |            |                                               | Încărcați imagine | Raportați eroare |
| 64210.01.05                               | Situl arheologic de la Albiș - "Grădina lui Csiszér" / ansamblu anonim (Categorie: locuire civilă) (Tip: Așezare)                           | sat Albiș, comuna Cernat         | 217, punct Grădina lui Csiszér | geto-dacică - clasică                                  |            |                                               | Încărcați imagine | Raportați eroare |
| 64210.01.06                               | Situl arheologic de la Albiș - "Grădina lui Csiszér" / ansamblu anonim (Categorie: locuire civilă) (Tip: Așezare)                           | sat Albiș, comuna Cernat         | 217, punct Grădina lui Csiszér | gotică sec. IV-V                                       |            |                                               | Încărcați imagine | Raportați eroare |
| 64210.01.07                               | Situl arheologic de la Albiș - "Grădina lui Csiszér" / ansamblu anonim (Categorie: locuire civilă) (Tip: Așezare)                           | sat Albiș, comuna Cernat         | 217, punct Grădina lui Csiszér | sec. VII-VIII                                          |            |                                               | Încărcați imagine | Raportați eroare |
| 64210.01.08                               | Situl arheologic de la Albiș - "Grădina lui Csiszér" / ansamblu anonim (Categorie: locuire civilă) (Tip: Așezare)                           | sat Albiș, comuna Cernat         | 217, punct Grădina lui Csiszér | sec. XII-XIII                                          |            |                                               | Încărcați imagine | Raportați eroare |
| 63795.01.01                               | Descoperirea Coțofeni de la Aita Medie - "Vârful Curat" / ansamblu anonim (Categorie: neprecizată) (Tip: Locuire)                           | sat Aita Medie, comuna Aita Mare | Vârful Curat                   | Coțofeni                                               |            |                                               | Încărcați imagine | Raportați eroare |
| 63795.02.01                               | Valul de pământ de la Aita Mare - "Dealul Cetății" / ansamblu anonim (Categorie: fortificație) (Tip: Val)                                   | sat Aita Medie, comuna Aita Mare | Dealul Cetății                 |                                                        |            |                                               | Încărcați imagine | Raportați eroare |
| 63795.03.01                               | Situl arheologic de la Aita Medie / ansamblu anonim (Categorie: locuire civilă) (Tip: Așezare)                                              | sat Aita Medie, comuna Aita Mare |                                |                                                        |            | 45°58′33″N 25°36′46″E / 45.97572°N 25.61283°E | Încărcați imagine | Raportați eroare |
| 63795.03.02                               | Situl arheologic de la Aita Medie / ansamblu anonim (Categorie: locuire civilă) (Tip: Așezare)                                              | sat Aita Medie, comuna Aita Mare |                                | dacică sec.I a.Chr. - I p.Chr.                         |            | 45°58′33″N 25°36′46″E / 45.97572°N 25.61283°E | Încărcați imagine | Raportați eroare |
| 64210.02.01 (Cod LMI: CV-II-m-A-13121.02) | Biserica Reformată de la Albiș / ansamblu anonim (Categorie: structură de cult/religioasă) (Tip: Biserică)                                  | sat Albiș, comuna Cernat         | Biserica Reformată             | sec. XIII - XIV                                        |            | 45°56′06″N 26°00′21″E / 45.93497°N 26.00579°E | Încărcați imagine | Raportați eroare |
| 64210.02.05 (Cod LMI: CV-II-m-A-13121.02) | Biserica Reformată de la Albiș / ansamblu anonim (Categorie: structură de cult/religioasă) (Tip: Zid de incintă cu turn clopotniță)         | sat Albiș, comuna Cernat         | Biserica Reformată             | sec.XV-XVI                                             |            | 45°56′06″N 26°00′21″E / 45.93497°N 26.00579°E | Încărcați imagine | Raportați eroare |
| 64210.02.02 (Cod LMI: CV-II-a-A-13121)    | Biserica Reformată de la Albiș / ansamblu anonim (Categorie: structură de cult/religioasă) (Tip: Biserică)                                  | sat Albiș, comuna Cernat         | Biserica Reformată             | a doua jumătate a sec. al XV-lea                       |            | 45°56′06″N 26°00′21″E / 45.93497°N 26.00579°E | Încărcați imagine | Raportați eroare |
| 64210.02.03 (Cod LMI: CV-II-a-A-13121)    | Biserica Reformată de la Albiș / ansamblu anonim (Categorie: structură de cult/religioasă) (Tip: Biserică)                                  | sat Albiș, comuna Cernat         | Biserica Reformată             | sfârșitul sec. al XVI-lea - începutul sec. al XVII-lea |            | 45°56′06″N 26°00′21″E / 45.93497°N 26.00579°E | Încărcați imagine | Raportați eroare |
| 64210.02.04 (Cod LMI: CV-II-a-A-13121)    | Biserica Reformată de la Albiș / ansamblu anonim (Categorie: structură de cult/religioasă) (Tip: Biserică)                                  | sat Albiș, comuna Cernat         | Biserica Reformată             | sec. XVIII                                             |            | 45°56′06″N 26°00′21″E / 45.93497°N 26.00579°E | Încărcați imagine | Raportați eroare |
| 64210.05                                  | Descoperirile preistorice, geto-dacice și medievale de la Mărcușa (Categorie: descoperire izolată) (Tip: descoperire izolată)               | sat Albiș, comuna Cernat         |                                |                                                        |            |                                               | Încărcați imagine | Raportați eroare |
| 64210.03.01                               | Descoperirile preistorice, geto-dacice și medievale de la Mărcușa / ansamblu anonim (Categorie: descoperire izolată) (Tip: obiecte izolate) | sat Albiș, comuna Cernat         |                                | geto-dacică                                            |            |                                               | Încărcați imagine | Raportați eroare |
| 64363.03.01                               | Așezarea Starcevo - Criș de la Angheluș - "Pârâul Fântânii" / ansamblu anonim (Categorie: locuire civilă) (Tip: Așezare)                    | sat Angheluș, comuna Ghidfalău   | Pârâul Fântânii                | Starčevo - Criș                                        |            |                                               | Încărcați imagine | Raportați eroare |
| 64363.04.01                               | Așezarea Cucuteni - Ariușd de la Angheluș - "Grădina Secării" / ansamblu anonim (Categorie: locuire civilă) (Tip: Așezare)                  | sat Angheluș, comuna Ghidfalău   | Grădina Secării                | Cucuteni - Ariușd                                      |            |                                               | Încărcați imagine | Raportați eroare |
| 64363.04.02                               | Așezarea Cucuteni - Ariușd de la Angheluș - "Grădina Secării" / ansamblu anonim (Categorie: locuire civilă) (Tip: Așezare)                  | sat Angheluș, comuna Ghidfalău   | Grădina Secării                | geto-dacică sec.Î î.Chr - I d.Chr.                     |            |                                               | Încărcați imagine | Raportați eroare |
| 64363.05.01                               | Situl arheologic de la Angheluș - "Telek" / ansamblu anonim (Categorie: locuire civilă) (Tip: Așezare)                                      | sat Angheluș, comuna Ghidfalău   | Telek                          | Coțofeni                                               |            |                                               | Încărcați imagine | Raportați eroare |
| 64363.05.02                               | Situl arheologic de la Angheluș - "Telek" / ansamblu anonim (Categorie: locuire civilă) (Tip: Așezare)                                      | sat Angheluș, comuna Ghidfalău   | Telek                          | Starčevo - Criș                                        |            |                                               | Încărcați imagine | Raportați eroare |
| 64363.05.03                               | Situl arheologic de la Angheluș - "Telek" / ansamblu anonim (Categorie: locuire civilă) (Tip: Așezare)                                      | sat Angheluș, comuna Ghidfalău   | Telek                          | Cucuteni                                               |            |                                               | Încărcați imagine | Raportați eroare |
| 64636.07.01                               | Necropola romană de la Angheluș - "Șanțul Bobâlnei" / ansamblu anonim (Categorie: descoperire funerară) (Tip: Necropolă de incinerație)     | sat Angheluș, comuna Ghidfalău   | Șanțul Bobâlnei                |                                                        |            |                                               | Încărcați imagine | Raportați eroare |
| 64791.01.01                               | Situl arheologic de la Aninoasa - "Sălașul românilor" / ansamblu anonim (Categorie: locuire civilă) (Tip: Așezare)                          | sat Aninoasa, comuna Reci        | Sălașul românilor              | Cucuteni - Ariușd                                      |            | 45°48′01″N 25°57′53″E / 45.80018°N 25.96485°E | Încărcați imagine | Raportați eroare |
| 64791.01.02                               | Situl arheologic de la Aninoasa - "Sălașul românilor" / ansamblu anonim (Categorie: locuire civilă) (Tip: Așezare)                          | sat Aninoasa, comuna Reci        | Sălașul românilor              | Coțofeni                                               |            | 45°48′01″N 25°57′53″E / 45.80018°N 25.96485°E | Încărcați imagine | Raportați eroare |
| 64791.02.01                               | Așezarea preistorică de la Aninoasa - "Veresmart" / ansamblu anonim (Categorie: locuire civilă) (Tip: Așezare)                              | sat Aninoasa, comuna Reci        | Veresmart                      |                                                        |            |                                               | Încărcați imagine | Raportați eroare |
| 64791.03                                  | Locuirea neolitic de la Aninoasa - "Kutsara" / ansamblu anonim (Categorie: locuire) (Tip: Locuire)                                          | sat Aninoasa, comuna Reci        | Kutsara                        |                                                        |            |                                               | Încărcați imagine | Raportați eroare |
| 64791.04                                  | Celtul de bronz de la Aninoasa - "După mesteacăn" (Categorie: descoperire izolată) (Tip: obiect izolat)                                     | sat Aninoasa, comuna Reci        | După mesteacăn                 |                                                        |            |                                               | Încărcați imagine | Raportați eroare |
| 64791.05.01                               | Depozitul de bronzuri de la Aninoasa / ansamblu anonim (Categorie: depozit/tezaur) (Tip: Depozit)                                           | sat Aninoasa, comuna Reci        |                                |                                                        |            |                                               | Încărcați imagine | Raportați eroare |
| 64899.01.01                               | Așezarea neolitică de la Alungeni - "Piatra" / ansamblu anonim (Categorie: locuire civilă) (Tip: Așezare)                                   | sat Alungeni, comuna Turia       | Piatra                         |                                                        |            |                                               | Încărcați imagine | Raportați eroare |
| 64899.02.01                               | Așezarea eneolitică de la Alungeni - "Capătul Stejarului" / ansamblu anonim (Categorie: locuire civilă) (Tip: Așezare)                      | sat Alungeni, comuna Turia       | Capătul Stejarului             |                                                        |            |                                               | Încărcați imagine | Raportați eroare |
| 64899.03.01                               | Situl arheologic de la Alungeni - "Fântâna Sărată" / ansamblu anonim (Categorie: locuire civilă) (Tip: Așezare)                             | sat Alungeni, comuna Turia       | Fântâna Sărată                 |                                                        |            |                                               | Încărcați imagine | Raportați eroare |
| 64899.03.02                               | Situl arheologic de la Alungeni - "Fântâna Sărată" / ansamblu anonim (Categorie: locuire civilă) (Tip: Așezare)                             | sat Alungeni, comuna Turia       | Fântâna Sărată                 |                                                        |            |                                               | Încărcați imagine | Raportați eroare |
| 64899.04.01                               | Valul de pământ de la Alungeni / ansamblu anonim (Categorie: fortificație) (Tip: Val de pământ)                                             | sat Alungeni, comuna Turia       |                                |                                                        |            |                                               | Încărcați imagine | Raportați eroare |
| 64899.05.01                               | Depozitul de bronzuri de la Alungeni / ansamblu anonim (Categorie: depozit/tezaur) (Tip: Depozit)                                           | sat Alungeni, comuna Turia       |                                |                                                        |            |                                               | Încărcați imagine | Raportați eroare |
| 64899.06.01                               | Așezarea geto-dacică de la Alungeni / ansamblu anonim (Categorie: locuire civilă) (Tip: Așezare)                                            | sat Alungeni, comuna Turia       |                                | geto-dacică sec. III-II î.Chr.                         |            |                                               | Încărcați imagine | Raportați eroare |
| 64924.01.01                               | Situl neolitic de la Arcuș - "Vadea" / ansamblu anonim (Categorie: locuire) (Tip: Locuire)                                                  | sat Arcuș, comuna Arcuș          | Vadea                          |                                                        |            |                                               | Încărcați imagine | Raportați eroare |
| 64924.02.01                               | Două topoare de bronz eneolitice de la Arcuș - "După Cheie" / ansamblu anonim (Categorie: descoperire izolată) (Tip: Locuire)               | sat Arcuș, comuna Arcuș          | După Cheie                     |                                                        |            |                                               | Încărcați imagine | Raportați eroare |
| 64924.03.01                               | Așezarea din epoca migrațiilor de la Arcuș - "Groapa Roșie" / ansamblu anonim (Categorie: locuire civilă) (Tip: Așezare)                    | sat Arcuș, comuna Arcuș          | Groapa Roșie                   | sec. IV                                                |            |                                               | Încărcați imagine | Raportați eroare |
| 64924.04.01                               | Valul de pământ de la Arcuș - "Dealul Cetății" / ansamblu anonim (Categorie: fortificație) (Tip: Val de pământ și piatră)                   | sat Arcuș, comuna Arcuș          | Dealul Cetății                 |                                                        |            |                                               | Încărcați imagine | Raportați eroare |
| 64924.05.01                               | Depozitul de bronzuri de la Arcuș / ansamblu anonim (Categorie: depozit/tezaur) (Tip: Depozit)                                              | sat Arcuș, comuna Arcuș          |                                |                                                        |            |                                               | Încărcați imagine | Raportați eroare |
| 64924.06.01                               | Biserica romanică de la Arcuș - "Loc de pivniță" / ansamblu anonim (Categorie: structură de cult/religioasă) (Tip: biserică romanică)       | sat Arcuș, comuna Arcuș          | Loc de pivniță                 | Sec. XIII-XIV                                          |            |                                               | Încărcați imagine | Raportați eroare |
| 64951.01.01                               | Situl arheologic de la Araci - "Coasta lui Ciulac" / ansamblu anonim (Categorie: locuire civilă) (Tip: Așezare)                             | sat Araci, comuna Vâlcele        | Coasta lui Ciulac              | Cucuteni - Ariușd - A                                  |            |                                               | Încărcați imagine | Raportați eroare |
| 64951.01.02                               | Situl arheologic de la Araci - "Coasta lui Ciulac" / ansamblu anonim (Categorie: locuire civilă) (Tip: Așezare)                             | sat Araci, comuna Vâlcele        | Coasta lui Ciulac              | Coțofeni                                               |            |                                               | Încărcați imagine | Raportați eroare |
| 64951.02.01                               | Așezarea Cucuteni - Ariușd de la Araci - "Păduros" / ansamblu anonim (Categorie: locuire civilă) (Tip: Așezare)                             | sat Araci, comuna Vâlcele        | Păduros                        | Cucuteni - Ariușd - A                                  |            |                                               | Încărcați imagine | Raportați eroare |
| 64951.03.01                               | Necropola Schneckenberg de la Araci - "Vápa Lorham" / ansamblu anonim (Categorie: descoperire funerară) (Tip: Necropolă)                    | sat Araci, comuna Vâlcele        | Vápa Lorham                    | Schneckenberg                                          |            |                                               | Încărcați imagine | Raportați eroare |
| 64960.04.01                               | Așezarea Cucuteni - Ariușd de la Ariușd - "Lenkert" / ansamblu anonim (Categorie: locuire civilă) (Tip: Așezare)                            | sat Ariușd, comuna Vâlcele       | Lenkert                        | Cucuteni - Ariușd                                      |            |                                               | Încărcați imagine | Raportați eroare |
| 64960.05.01                               | Situl arheologic de la Ariușd - "Vecer" / ansamblu anonim (Categorie: locuire civilă) (Tip: Așezare)                                        | sat Ariușd, comuna Vâlcele       | Vecer                          |                                                        |            |                                               | Încărcați imagine | Raportați eroare |
| 64960.05.02                               | Situl arheologic de la Ariușd - "Vecer" / ansamblu anonim (Categorie: locuire civilă) (Tip: Așezare)                                        | sat Ariușd, comuna Vâlcele       | Vecer                          |                                                        |            |                                               | Încărcați imagine | Raportați eroare |
| 64960.06.01                               | Situl arheologic de la Ariușd - "Valea Cetății" / ansamblu anonim (Categorie: locuire) (Tip: Locuire)                                       | sat Ariușd, comuna Vâlcele       | Valea Cetății                  |                                                        |            |                                               | Încărcați imagine | Raportați eroare |
| 64960.06.02                               | Situl arheologic de la Ariușd - "Valea Cetății" / ansamblu anonim (Categorie: locuire) (Tip: Mormânt de incinerație)                        | sat Ariușd, comuna Vâlcele       | Valea Cetății                  |                                                        |            |                                               | Încărcați imagine | Raportați eroare |
| 64960.10.01                               | Situl arheologic de la Ariușd - "Vereskut" / ansamblu anonim (Categorie: locuire civilă) (Tip: Așezare)                                     | sat Ariușd, comuna Vâlcele       | Vereskut                       | geto-dacică sec. I î.Chr. - I d.Chr.                   |            |                                               | Încărcați imagine | Raportați eroare |
| 64960.10.02                               | Situl arheologic de la Ariușd - "Vereskut" / ansamblu anonim (Categorie: locuire civilă) (Tip: Așezare)                                     | sat Ariușd, comuna Vâlcele       | Vereskut                       | Boian - Giulești                                       |            |                                               | Încărcați imagine | Raportați eroare |
| 64210.04.01                               | Situl arheologic de la Albiș - "Curtea lui Bajka Ferenc" / ansamblu anonim (Categorie: locuire civilă) (Tip: Locuire)                       | sat Albiș, comuna Cernat         | Curtea lui Bajka Ferenc        | Wietenberg                                             |            |                                               | Încărcați imagine | Raportați eroare |
| 64210.04.02                               | Situl arheologic de la Albiș - "Curtea lui Bajka Ferenc" / ansamblu anonim (Categorie: locuire civilă) (Tip: Locuire)                       | sat Albiș, comuna Cernat         | Curtea lui Bajka Ferenc        | Coțofeni - I                                           |            |                                               | Încărcați imagine | Raportați eroare |
| 64210.04                                  | Situl arheologic de la Albiș - "Curtea lui Bajka Ferenc" / ansamblu anonim (Categorie: locuire civilă) (Tip: Așezare)                       | sat Albiș, comuna Cernat         | Curtea lui Bajka Ferenc        |                                                        |            |                                               | Încărcați imagine | Raportați eroare |
| 64210.04.04                               | Situl arheologic de la Albiș - "Curtea lui Bajka Ferenc" / ansamblu anonim (Categorie: locuire civilă) (Tip: Așezare)                       | sat Albiș, comuna Cernat         | Curtea lui Bajka Ferenc        | dacică                                                 |            |                                               | Încărcați imagine | Raportați eroare |
| 64210.04.05                               | Situl arheologic de la Albiș - "Curtea lui Bajka Ferenc" / ansamblu anonim (Categorie: locuire civilă) (Tip: Așezare)                       | sat Albiș, comuna Cernat         | Curtea lui Bajka Ferenc        | Sântana de Mureș - Cerneahov sec. IV - V               |            |                                               | Încărcați imagine | Raportați eroare |
| 64210.04.06                               | Situl arheologic de la Albiș - "Curtea lui Bajka Ferenc" / ansamblu anonim (Categorie: locuire civilă) (Tip: Așezare)                       | sat Albiș, comuna Cernat         | Curtea lui Bajka Ferenc        | sec. X - XI                                            |            |                                               | Încărcați imagine | Raportați eroare |
| 64210.04.07                               | Situl arheologic de la Albiș - "Curtea lui Bajka Ferenc" / ansamblu anonim (Categorie: locuire civilă) (Tip: Așezare)                       | sat Albiș, comuna Cernat         | Curtea lui Bajka Ferenc        | sec. XIV - XVI.                                        |            |                                               | Încărcați imagine | Raportați eroare |
| 63786.01                                  | Topor preistoric la Aita Mare (Categorie: descoperire izolată) (Tip: obiect izolat)                                                         | sat Aita Mare, comuna Aita Mare  |                                |                                                        |            |                                               | Încărcați imagine | Raportați eroare |
| 63795.04.01                               | Așezarea eneoltică de la Aita Medie - Tsza Berc / ansamblu anonim (Categorie: locuire civilă) (Tip: Așezare)                                | sat Aita Medie, comuna Aita Mare | Tisza Berc                     | Cucuteni - Ariușd                                      |            |                                               | Încărcați imagine | Raportați eroare |
| 64210.05.01                               | Așezarea Cucuteni de la Albiș - Punctul "Lökös" / ansamblu anonim (Categorie: locuire civilă) (Tip: Așezare)                                | sat Albiș, comuna Cernat         | Lökös                          | Cucuteni                                               |            |                                               | Încărcați imagine | Raportați eroare |
| 64363.06.01                               | Așezarea neolitică de la Angheluș - "punctul Valea" / ansamblu anonim (Categorie: locuire civilă) (Tip: Așezare)                            | sat Angheluș, comuna Ghidfalău   | Valea                          | Starčevo - Criș                                        |            |                                               | Încărcați imagine | Raportați eroare |
| 64951.04.01.01                            | Așezarea Cucuteni de la Araci - "În Hater" / ansamblu anonim (Categorie: locuire civilă) (Tip: Așezare)                                     | sat Araci, comuna Vâlcele        | În Hater                       | Cucuteni - Ariușd                                      |            |                                               | Încărcați imagine | Raportați eroare |
| 64951.05.01                               | Așezarea neolitică de la Araci - "Lunca Sălciilor" / ansamblu anonim (Categorie: locuire civilă) (Tip: Așezare)                             | sat Araci, comuna Vâlcele        | Lunca Sălciilor                |                                                        |            |                                               | Încărcați imagine | Raportați eroare |
| 64924.07                                  | Descoperirea izolată neolitică de la Arcuș - "punctul Lângă Sat" (Categorie: descoperire izolată) (Tip: descoperire izolată)                | sat Arcuș, comuna Arcuș          | Lângă Sat                      |                                                        |            |                                               | Încărcați imagine | Raportați eroare |
| 64924.08.01                               | Așezarea eneolitică de la Arcuș / ansamblu anonim (Categorie: locuire civilă) (Tip: Așezare)                                                | sat Arcuș, comuna Arcuș          | Gejemege                       | Cucuteni - Ariușd                                      |            |                                               | Încărcați imagine | Raportați eroare |
| 64960.07.01                               | Așezarea cucuteniană de la Ariușd - "Grădina cu In" / ansamblu anonim (Categorie: locuire civilă) (Tip: Așezare)                            | sat Ariușd, comuna Vâlcele       | Grădina cu In                  | Cucuteni - Ariușd                                      |            |                                               | Încărcați imagine | Raportați eroare |
| 64363.08.01                               | Locuire neolitică la Angheluș-Kutpataka / ansamblu anonim (Categorie: locuire) (Tip: Locuire)                                               | sat Angheluș, comuna Ghidfalău   | Kutpataka                      |                                                        |            |                                               | Încărcați imagine | Raportați eroare |
| 64363.09.01                               | Locuire neolitică la Angheluș-la casa lui Forro Zoltan / ansamblu anonim (Categorie: locuire) (Tip: Locuire)                                | sat Angheluș, comuna Ghidfalău   | casa lui Forro Zoltan          |                                                        |            |                                               | Încărcați imagine | Raportați eroare |
| 64363.10.01                               | Locuire neolitică la Angheluș-proprietatea C. Bojthe / ansamblu anonim (Categorie: locuire) (Tip: Locuire)                                  | sat Angheluș, comuna Ghidfalău   | proprietatea C. Bojthe         |                                                        |            |                                               | Încărcați imagine | Raportați eroare |